# Waleran al II-lea de Limburg
Waleran al II-lea (sau Walram; supranumit cel Păgân) (n. cca. 1085–d. 1139) a fost duce de Limburg și conte de Arlon din jur de 1119 pâmă la moarte. Lui i-a fost acordată spre stăpânire și Lotharingia Inferioară de către Lothar de Supplinburg în 1128 după ce acesta din urmă a devenit rege al Germaniei în 1125.
Waleran era fiul ducelui Henric I de Lotharingia Inferioară (1101–1106), cu Adelaida de Pottenstein (Adelheid von Botenstein). Henric fusese constrâns să renunțe la ducatul lotharingian în favoarea contelui Godefroi I de Louvain, odată accederea la tronul regal a lui Henric al V-lea, însă el și-a păstrat titlul ducal. Odată cu urcarea pe tron a lui Lothar de Supplinburg, Godefroi a fost nevoit să cedeze Lotharingia Inferioară lui Waleran. Godefroi nu era dornic să se supună acestei măsuri, drept pentru care a izbucnit un război, inclusiv cu privire la autoritatea asupra abației de Sint-Truiden. În 1129, Waleran și episcopul de Liège, Alexandru de Jülich, au zdrobit forțele lui Godefroi în bătălia de la Wilde. De fapt, domnia lui Waleran începe din acel moment. Cu toate că Waleran și Godefroi s-au reconciliat în cele din urmă, Godefroi de Louvain și-a menținut, așa cum făcuse și Henric, titlul ducal.
Waleran s-a căsătorit cu Jutta de Wassenberg cândva între 1107 și 1110, fiică a lui Gerard, Graf de Wassenberg și primul conte de Geldern, care a murit în 24 iunie 1151. În 1129, Waleran a fost numit gardian de Duisburg. În 1139, regele Lothar al III-lea a murit, iar Waleran i-a acordat sprijinul lui Conrad din familia Hohenstaufen, care a reușit să se impună și să fie ales rege. El i-a rămas credincios noului rege până la moarte, survenită la puțină vreme după aceea. Waleran a fost succedat de către Godefroi al II-lea de Leuven în Lorena.
Waleran a avut cinci copii:
1. Henric (d. Roma, august 1167[6]), succesor în pozițiile de conte de Arlon de la 1139 și de duce de Limburg de la 1140.
2. Gerard, căsătorit cu o anumită Elisabeta, cu care a avut un copil, Gerard (n. 1148)
3. Beatrice (d. după 1164)[6]), căsătorită cu Ruprecht I Graf de Laurenburg (d. înainte de 13 mai 1154)
4. Waleran (d. 5 ianuarie 1147), moștenitor în comitatul de Arlon
5. o fiică (d. 1150 sau 1151[6]), căsătorită cu Ekbert, Graf de Tecklenburg

1. ↑   http://mypages.allwest.com/~rognan/genealogy/pafg3102.htm Lipsește sau este vid: |title= (ajutor)
2. 1 2 3 4 5  The Peerage
3. ↑  Medieval Lands, accesat în 3 februarie 2016
4. ↑  Probabil datorită unui botez târziu
5. 1 2 3 4  http://fmg.ac/Projects/MedLands/LIMBURG.htm#WaleranIIIdied1139
6. 1 2 3 4  Înmormântată la abația de Rolduc.